# Muriel Duckworth
Muriel Helen Duckworth, nata Muriel Boll (Austin, 31 ottobre 1908 – Magog, 22 agosto 2009), è stata una pacifista, femminista e attivista canadese.

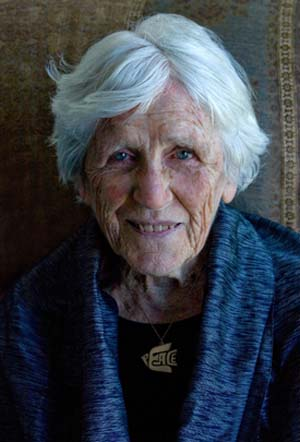
Foto di Muriel Duckworth in occasione del suo 100º compleanno

Fu una quacchera, confessione religiosa impegnata nella non-violenza. La Duckworth ha sostenuto che la guerra, con la sua violenza sistematica contro le donne e i bambini, è un grave ostacolo alla giustizia sociale. Ha sostenuto che il denaro speso per gli armamenti perpetua la povertà, rafforzando nel contempo il potere delle élite privilegiata. Credeva fermamente che la guerra fosse stupida ed ha sempre rifiutato di accettare le distinzioni popolari tra buono e cattivo in ambito bellico.
La Duckworth è stata uno dei membri fondatori, nella leglslazione della Nuova Scozia, della Voce delle Donne (Voice of Women, abbreviato in VOW), una filiale provinciale dell'omonima organizzazione nazionale della pace. Dal 1967 al 1971, ha servito come presidente VOW e leader contro il governo canadese che sosteneva tranquillamente la guerra degli USA contro il Vietnam. È stata la prima donna ad Halifax a correre per il seggio di legislatore della Nuova Scozia. Ha sostenuto sforzi organizzativi consistenti per alcune comunità che miravano a migliorarela situazione in materia di istruzione, alloggio, assistenza sociale e di pianificazione comunale. Nei suoi anni più tardi, ha anche collaborato attivamente con l'associazione Raging Grannies, un gruppo che compone e canta ballate satiriche per promuovere la giustizia sociale.
La Duckworth ha ricevuto numerose onorificenze e premi tra cui nel 1981 il Governor General's Award in Commemoration of the Persons Case (Premio generale del governo in commemorazione per il caso personale), l'Ordine del Canada nel 1983 e nel 1991, ha ricevuto la Medaglia della Pace Pearson. Le sono stati concessi 10 gradi di onorario da svariate grandi università.

## Biografia
Muriel Helen Ball è nata nel 1908 nella fattoria dei suoi genitori in Austin, Québec: un villaggio a circa 130 km est di Montréal nel Canton de l'Est. Era uno dei cinque figli di Anna Westover ed Ezra Ball. La loro fattoria era sulle rive pittoresche del Lago di Memphremagog e Muriel trascorse i suoi primi anni a godere le bellezze naturali intorno a lei. Era così profondamente colpita dal paesaggio che ha trascorso quasi ogni estate, per il resto della sua vita, al suo cottage degli zii costruito nel 1913. Anche se la fattoria di famiglia era adatta per l'allevamento di animali come polli e bovini, la terra non era molto fertile, tanto che i genitori dovettero cimentarsi in lavori ulteriori per sostenere le spese familiari (suo padre per esempio vendeva parafulmini). Finita l'infanzia Muriel si trasferì in una scuola superiore nel paese di Magog, dove si recava durante la settimana con due fratelli e una zia. Nel 1917, quando lei aveva nove anni, suo padre vendette l'azienda e comprò un negozio di alimentari e mangimi. L'anno successivo, la madre aprì una sala da tè all'imbarco delle navi, che provvedeva ai visitatori estivi giunti per barche a vapore o in treno. Man mano che crescevano, Muriel e le sue due sorelle contribuirono a pulire, cucinare, fare i letti. Servire il pubblico nella sala da tè aiutò Muriel ad affrontare la sua timidezza cronica. L'attiva indipendenza e intraprendenza di sua madre, Anna Ball, la resero agli occhi della figlia un modello di capacità e dedizione. Due altri suoi modelli furono Nellie McClung (1873-1951) e Agnes Macphail (1890-1954), due attiviste politiche che difesero a loro tempo i diritti delle donne.
Muriel intrapre gli studi all'Università McGill di Montréal con l'aiuto di una borsa di studio dalla zia Abbie. Si iscrisse al corso di laurea di arte, e seguì i corsi di formazione necessari per beneficiare di un diploma di insegnante delle scuole superiori. L'esperienza, in una classe piena di bambini e studenti da educare, fu particolarmente difficile per lei, ma nascose la sua paura così bene che il professore di controllo elogiò la sua mancanza apparente di nervosismo. Ha anche cercato di superare la sua timidezza inserendo un concorso pubblico di lingue e di volontariato per richiedere alcuni minuti nel corso delle riunioni degli studenti. La partecipazione di Muriel al Movimento degli studenti cristiani (Student Christian Movement, abbreviato in SCM), presso la McGill fu un'esperienza che cambiò la vita.
Guardando indietro negli anni, ha detto al suo biografo, ho sempre sentito che l'esperienza dell'SMC è stata probabilmente la cosa più importante che mi sia mai capitata, forse importante anche più dei corsi che ho preso. L'SCM ha condotto piccoli gruppi di studio in cui gli studenti sono stati incoraggiati a discutere liberamente le proprie convinzioni e venire a proprie conclusioni su come interpretare i vangeli. Per Muriel, queste discussioni sono state inquietanti e dolorose, ma anche entusiasmanti.
Nel 1926, Muriel incontrò Jack Duckworth, uno studente della McGill, attivo anche nell'SCM. Lei aveva 18 anni, lui 29. Duckworth frequentava l'università per ottenere un posto di lavoro all'YMCA. Per finanziare i suoi studi, divenne un ministro studente e scoprì il suo talento come un predicatore. Decise di continuare a studiare teologia dopo aver conseguito il Master of Arts presso la McGill. Nel 1928, Muriel e Duckworth erano fidanzati. In autunno, ha iniziato due anni di studi presso l'Union Theological Seminary nella città di New York (UTS).
Muriel si laureò presso la McGill nel maggio 1929 e un mese dopo la coppia era sposata dopo una cerimonia informale a Montréal. Hanno iniziato la loro vita di coppia a New York dove Duckworth stava completando il suo ultimo anno di UTS. Muriel Duckworth s'iscrisse come studente a tempo pieno presso l'Union Theological Seminary nel 1929. Durante la sua permanenza lì vide fiorire il pensiero del suo impegno futuro. Il vangelo e il pacifismo sociale scrisse sono oramai collegati nella mia mente. La Duckworth ha inoltre aggiunto che ricordava di sentir parlare di Eugene Victor Debs che descrisse come un eroe del lavoro che era andato in prigione per opposizione alla prima guerra mondiale e che corse per la presidenza degli Stati Uniti, mentre era in prigione.
Muriel e Jack Duckworth tornarono a Montréal nel 1930, dove hanno messo su una famiglia. Martin nacque nel 1933, Eleanor (che prese il nome da Eleanor Roosevelt) nel 1935, seguita da John nel 1938. La famiglia si trasferì ad Halifax, Nuova Scozia nel 1947 dove Jack Duckworth servì come segretario generale dell'YMCA, mentre Muriel lavorava nell'educazione degli adulti. Jack Duckworth morì, 76 anni, nel maggio del 1975, quando Muriel ne aveva 66.
La Duckworth cadde e si ruppe una gamba nel mese di agosto 2009, a casa sua nel Québec, dieci mesi dopo i festeggiamenti del suo centesimo compleanno. È stata curata in ospedale a Magog dove la sua condizione è peggiorata. Dopo aver ricevuto le cure palliative, la Duckworth ha riferito ai visitatori, Devo lasciarvi ora. È il momento per me di andare. Tutto è pronto. La sua morte imminente ha provocato questo commento dalla sua amica, la nota studiosa e attivista per la pace Ursula Franklin: Mi piacerebbe che fosse ricordata come qualcuno che ha dimostrato quanto è possibile cambiare la propria società, come qualcuno in grado di essere profondamente critico benché ancora un rispettato membro di quella stessa società. Muriel Duckworth spirò il 22 agosto 2009. Il suo biografo, Marion Douglas Kerans disse: Ha mostrato come le donne possono diventare veri leader nella loro comunità, e nel mondo, senza perdere la loro grazia femminile.